# Ponočnjaki (Hopper)
Ponočnjaki (angleško Nighthawks) je slika olje na platnu iz leta 1942 ameriškega umetnika Edwarda Hopperja, ki prikazuje štiri ljudi v restavraciji v središču mesta pozno zvečer, gledane skozi veliko stekleno okno restavracije. Svetloba, ki prihaja iz restavracije, osvetljuje zatemnjeno in zapuščeno mestno ulico.
Slika je bila opisana kot Hopperjevo najbolj znano delo in je ena najbolj prepoznavnih slik v ameriški umetnosti. Klasificirana kot del gibanja ameriškega realizma, je bila v nekaj mesecih po zaključku prodana Umetniškemu inštitutu  Chicaga za 3000 $.

## O sliki
Domneva se, da je Hopperja navdihnila kratka zgodba Ernesta Hemingwaya, bodisi The Killers (1927), ki jo je Hopper zelo občudoval, bodisi bolj filozofska A Clean, Well-Lighted Place (1933). V odgovoru na vprašanje o osamljenosti in praznini na sliki je Hopper poudaril, da je »ni videl kot posebno osamljeno«. Rekel je: »Nezavedno sem verjetno slikal osamljenost velikega mesta.«